# Nabémo
Nabémo est un village de la commune de Djohong situé dans la région de l'Adamaoua et le département du Mbéré au Cameroun.

## Population
En 1967, Nabémo comptait 223 habitants, principalement Gbayas. Lors du recensement de 2005, 1 930 personnes y ont été dénombrées.